# فیروزه (درگز)
فیروزه (درگز)، روستایی از توابع بخش نوخندان شهرستان درگز در استان خراسان رضوی ایران است.

## جمعیت
این روستا در دهستان شهرستانه قرار دارد و براساس سرشماری مرکز آمار ایران در سال ۱۳۸۵، جمعیت آن ۱۷۱ نفر (۵۱خانوار) بوده‌است.